# China Challenger 2008
Il China Challenger 2008, noto anche come China TCL Challenger, è stato un torneo di tennis facente parte della categoria ATP Challenger Series nell'ambito delle ATP Challenger Series 2008. Il torneo si è giocato a Canton in Cina dal 28 gennaio al 3 febbraio 2008 su campi in cemento e aveva un montepremi di $50 000.

## Vincitori

### Singolare
Björn Rehnquist ha battuto in finale  Danai Udomchoke con il punteggio di 2–6 7–6(4) 6–2

### Doppio
Xin-Yuan Yu /  Zeng Shaoxuan hanno battuto in finale  Phillip King /  Danai Udomchoke con il punteggio di 1–6 6–3 (10-5)